# بیسارکاندی
بیسارکاندی (به لاتین: Bisarkandi) یک روستا در بنگلادش است که در استان باریسال و در ناحیه باریسال واقع شده است.